# Trzynastu Ojców Syryjskich

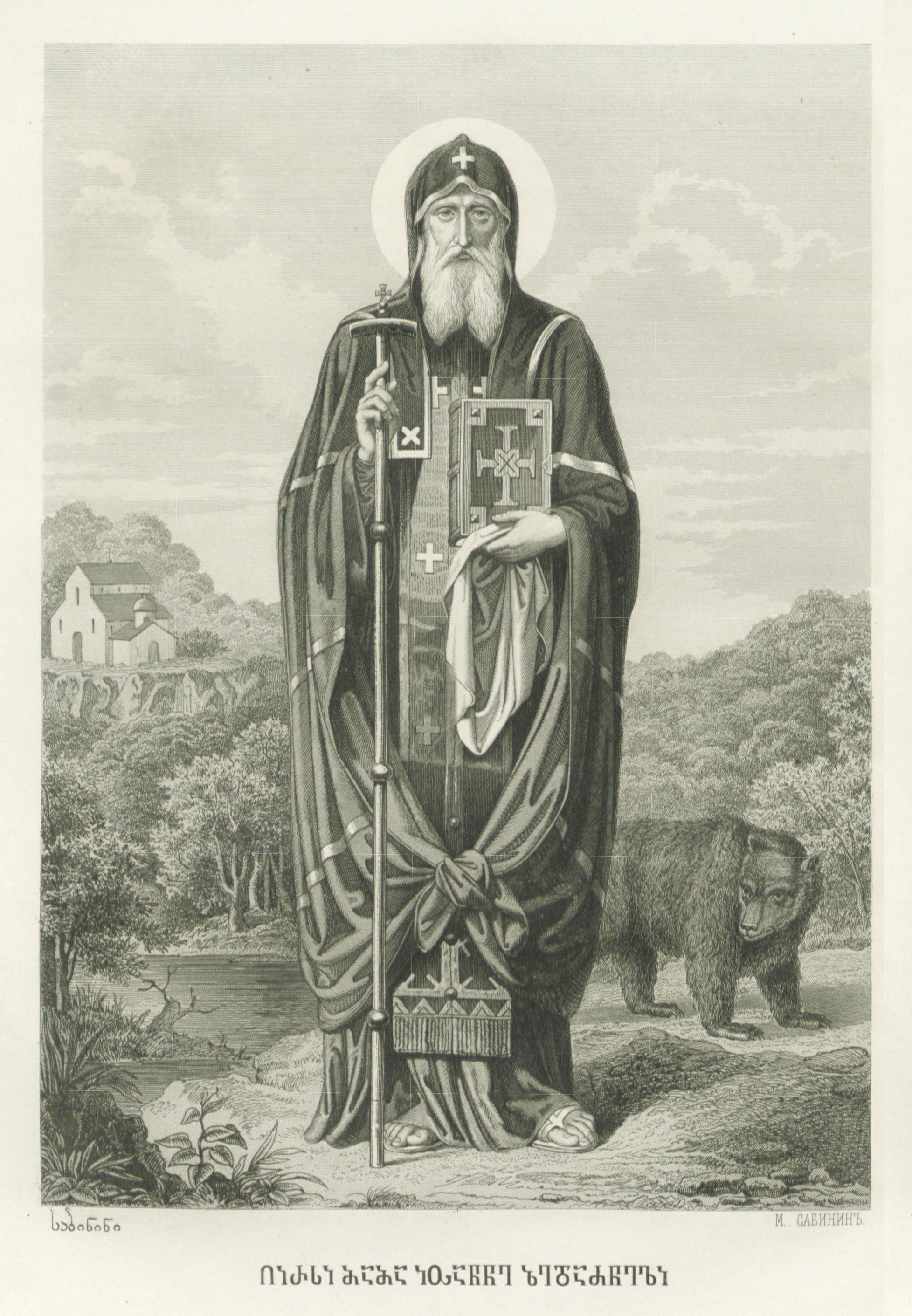
Jan z Zedazeni

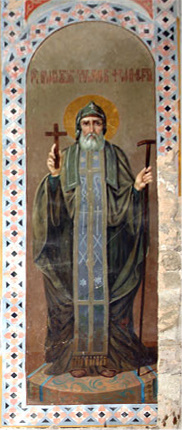
Szio z Mgwime

Trzynastu Ojców Syryjskich – w hagiografii chrześcijańskiej określenie trzynastu mnichów pochodzących z Syrii, których przybycie do starożytnej Iberii kaukaskiej zapoczątkowało na jej terytorium rozwój monastycyzmu.
Żywoty Ojców Syryjskich, powstałe najpóźniej w I poł. X wieku i poddawane następnie redakcji i weryfikacji przez arcybiskupa Mcchety Arseniusza II, należą do najważniejszych zabytków wczesnej literatury gruzińskiej. Są również źródłem powtarzanych następnie w opracowaniach hagiograficznych informacji o świętych. Według przedstawionej przez nie wersji, ojcowie syryjscy przybyli do Iberii za panowania króla Parsmana (ok. 541–555) i zostali oficjalnie przyjęci przez Katolikosa-Arcybiskupa Eulaliusza.
Według prawosławnej tradycji grupę Trzynastu Ojców Syryjskich tworzyli:
- Jan z Zedazeni, nauczyciel duchowny pozostałych mnichów,
- Szio z Mgwime
- Dawid z Garedży
- Antoni z Martkopi
- Tadeusz ze Stepancmindy
- Stefan z Chirsy
- Izydor z Samtawisi
- Michał z Ulumbo
- Piros z Breti
- Zenon z Ikalto
- Ise z Cilkani
- Józef z Alawerdi
- Abibos z Nekresi.

Według D. Langa niekwestionowanym faktem jest przybywanie na tereny Iberii mnichów chrześcijańskich z Syrii, za sprawą których dotarła tam tradycja monastyczna Syrii i Egiptu. Uważa on jednak, że przybywali oni w różnych momentach V i VI stulecia (zatem niekoniecznie tworząc jedną grupę).